# 土浦市立下高津小学校
土浦市立下高津小学校（つちうらしりつしもたかつしょうがっこう）は茨城県土浦市下高津にある公立小学校。

## 沿革
（この節の出典）
- 1876（明治9年）10月7日 - 常福寺を修理校舎として開校。（創立記念日）
- 1887（明治20年）8月1日 - 高津学校を下高津尋常小学校と改称、宍塚小学校を分教場と改称。
- 1889（明治22年）8月12日 - 中家尋常小学校に改称。
- 1892（明治25年）6月 - 下高津尋常小学校に改称。
- 1910（明治43年）4月13日 - 下高津尋常高等小学校に改称。
- 1941（昭和16年）4月1日 - 土浦市立下高津国民学校に改称。
- 1947（昭和22年）4月1日 - 土浦市立下高津小学校に改称。
- 1969（昭和44年）11月11日 - 新校舎を竣工。

## 通学区域
（この節の出典）
- 下高津（二 - 四丁目）
- 中高津（一 - 三丁目）
- 上高津
- 宍塚の一部
- 上高津新町
- 国分町
- 天川（一・二丁目）
- 桜ケ丘町
- 永国の一部

## 進学先中学校
- 土浦市立土浦第四中学校

## 特記事項
- 校訓は「よく考え工夫する子・みんな仲よく明るい子・たくましくがんばる子」。
- 校歌は三谷きみ子作詞、石井歓作曲[4]。
- 土浦市内では土浦小学校に次いで、2番目に歴史の古い小学校である。